# 贲门
贲门（cardia）是人或动物消化道的一部分，为食道和胃的接口部分。

人胃的解剖部分：1:食道， 2:希斯角， 3:贲门， 4:胃角， 5:幽门， A:胃底部， B:胃体部， C:前庭部, X:胃小弯，Y:胃大弯

食道黏膜在贲门处与胃黏膜相接。此处的食管下段括约肌能起到收紧胃上口的作用，在胃蠕动过程中防止胃内容物返入食道，从而避免胃酸烧伤食道内壁（胃壁本身可以耐酸）。正常人体即使在平躺或倒置时，胃内容物也不会返流进入食道，也是由于食管下段括约肌的作用。一些婴儿在吃奶后平躺容易吐奶，其原因之一也是贲门肌肉比较薄弱。
贲门处的腺组织称为贲门腺，其与比其他两类胃腺（胃底腺、幽门腺）的构造不同在于贲门腺比较浅，且呈简单管状。

## 组织学
食道的内层表面覆盖有多层的无角质化鳞状扁平上皮细胞。胃内壁则为简单柱状上皮细胞覆盖。贲门即为二者交界之处。
然而，食道在久经反流胃酸侵蚀后可以出现巴雷斯特食道症（Barrett's esophagus）。此种病变可以导致贲门上方分化出柱状上皮。

## 贲门疾病
食道下括約肌薄弱或收缩受阻可以造成多种症状，包括胃酸对食道的损害。其中贲门痉挛（贲门失弛缓）是指在吞咽时LES不及时松弛，因而造成吞咽困难和食管扩大等症状。
贲门附近原发的恶性肿瘤称作贲门癌。

## 外部連結
- "Stomach" article from the Encyclopedia of Nursing & Allied Health, from enotes.com（页面存档备份，存于）
- Digestion of proteins in the stomach or tiyan
- Site with details of how ruminants process food
- Medical diagram of gastric blood supply （页面存档备份，存于）